# Zehdenick

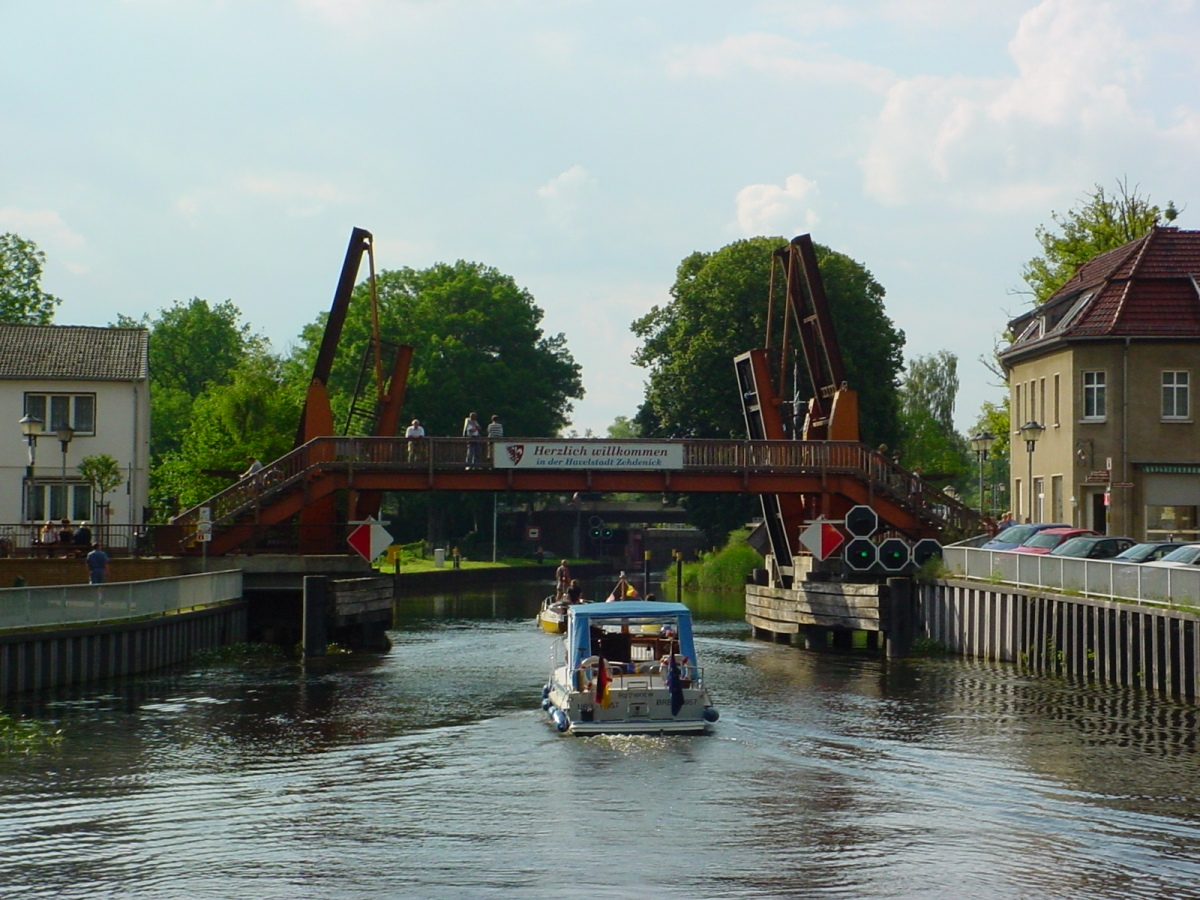
Hastbrücke und Schleuse an der Havel

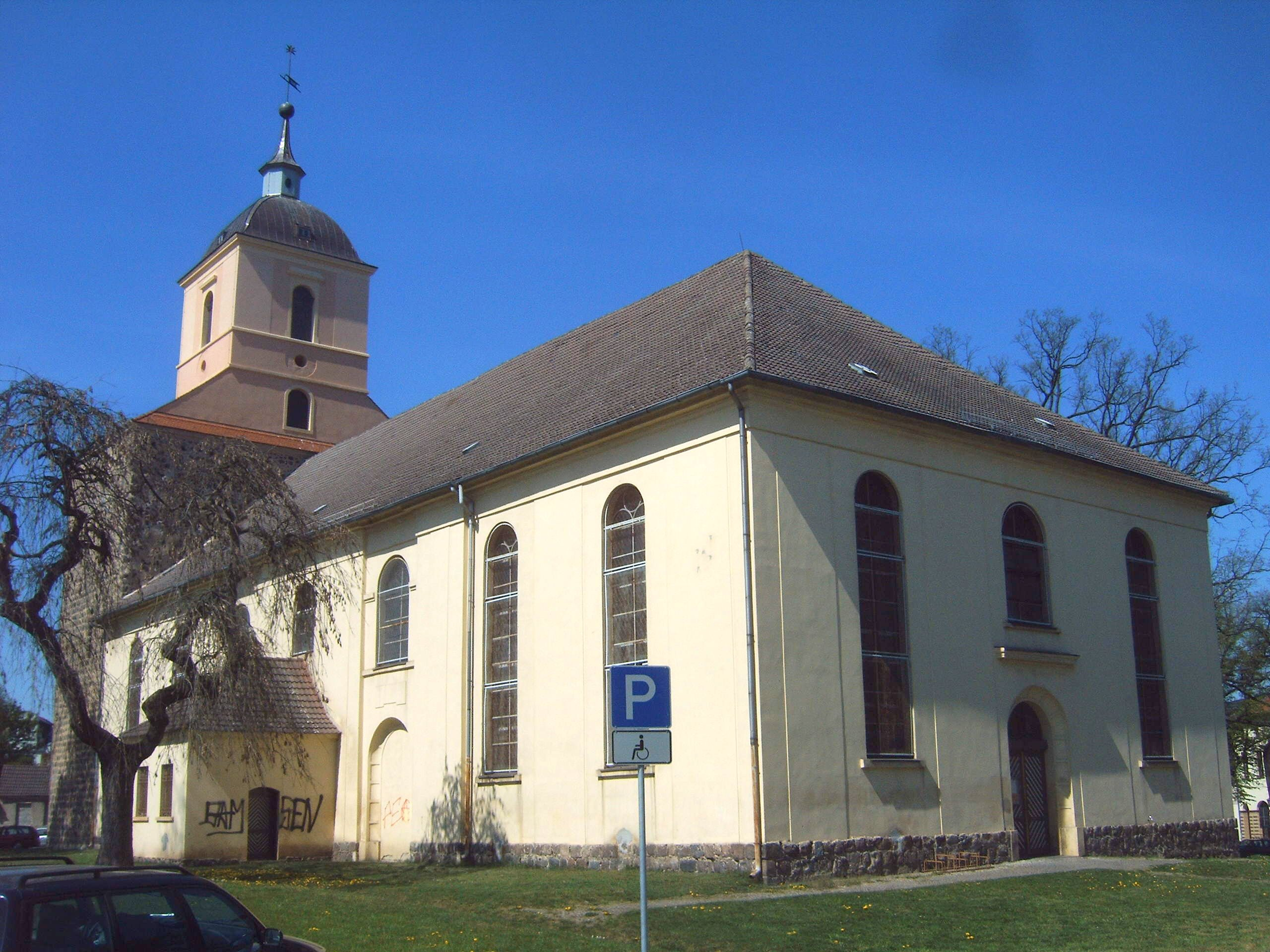
Stadtkirche

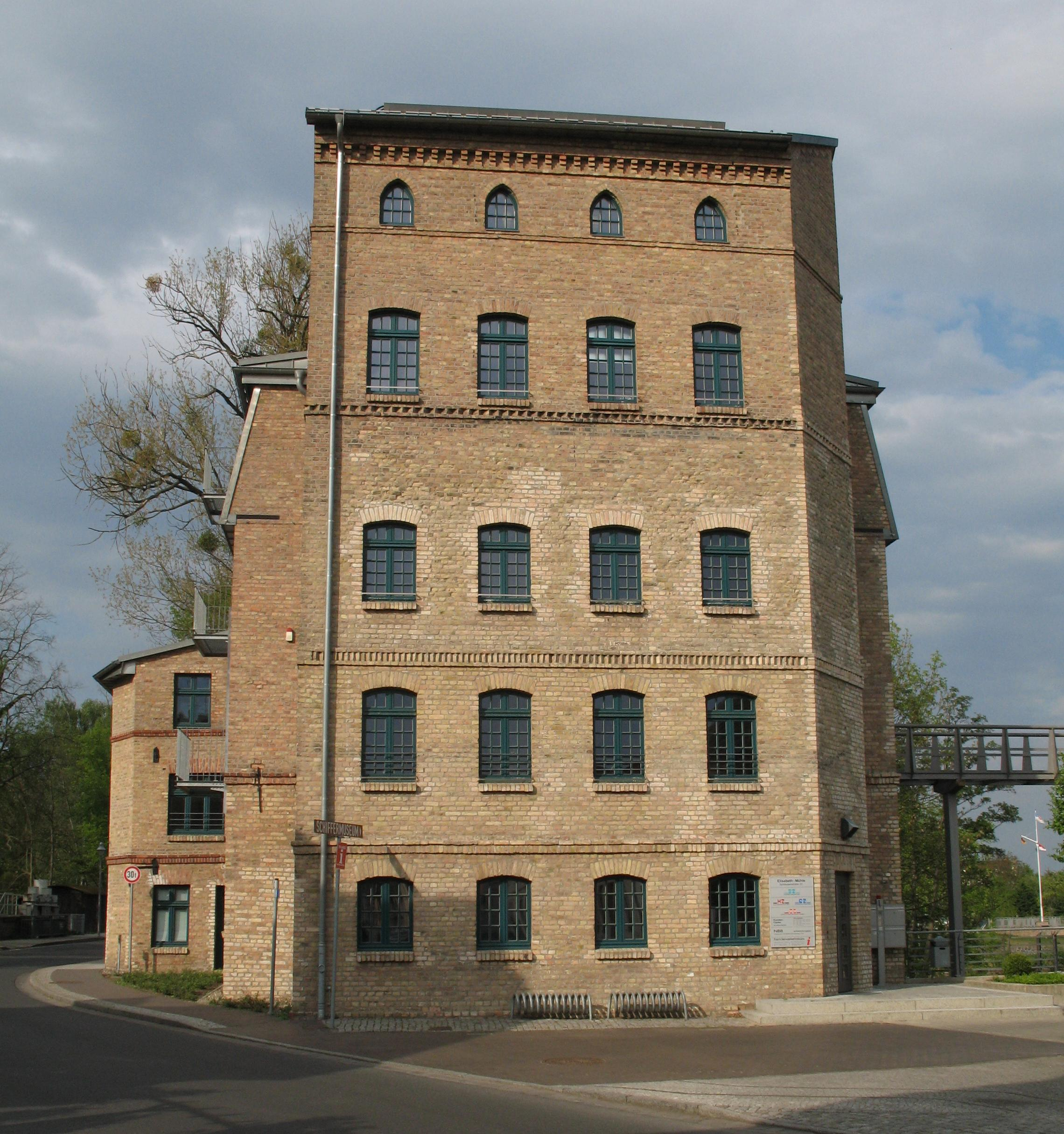
Elisabethmühle

Zehdenick (IPA: [ˈtseːdənɪk]) ist eine amtsfreie Stadt im Landkreis Oberhavel des Landes Brandenburg. Seit dem 31. Juli 2013 führt die Stadt die Zusatzbezeichnung „Havelstadt“.

## Geographie
Zehdenick liegt etwa 60 Kilometer nördlich von Berlin an der Havel. Die Stadt bildet den nördlichen Ausgangspunkt des Naturraums der Zehdenick-Spandauer Havelniederung. Östlich erstreckt sich die Waldlandschaft Schorfheide. Das Stadtgebiet gehört überwiegend zur historischen Landschaft Uckermark. Die Ortsteile Marienthal und Ribbeck gehören zum Ruppiner Land, Mildenberg und Zabelsdorf zum Land Löwenberg. Zehdenick hat Anteil am Naturschutzgebiet Kleine Schorfheide. Zehdenick belegt mit seiner Gesamtfläche Rang 69 unter den flächengrößten Städten und Gemeinden Deutschlands.

## Stadtgliederung
Das Stadtgebiet von Zehdenick umfasst laut Hauptsatzung neben der Kernstadt Zehdenick 13 Ortsteile:
| Ortsteil                          | Einwohner | Eingemeindungsdatum |
| --------------------------------- | --------- | ------------------- |
| Badingen (mit Neuhof und Osterne) | 632       | 26. Oktober 2003    |
| Bergsdorf                         | 427       | 31. Dezember 2001   |
| Burgwall                          | 238       | 26. Oktober 2003    |
| Kappe                             | 136       | 26. Oktober 2003    |
| Klein-Mutz                        | 438       | 26. Oktober 2003    |
| Krewelin                          | 281       | 26. Oktober 2003    |
| Kurtschlag                        | 268       | 26. Oktober 2003    |
| Marienthal                        | 428       | 26. Oktober 2003    |
| Mildenberg                        | 707       | 26. Oktober 2003    |
| Ribbeck                           | 135       | 31. Dezember 2001   |
| Vogelsang                         | 079       | 31. Dezember 2001   |
| Wesendorf                         | 249       | 26. Oktober 2003    |
| Zabelsdorf                        | 242       | 26. Oktober 2003    |

Es existieren folgende Wohnplätze: Amt Mildenberg, Ausbau (Ortsteil Ribbeck), Ausbau (Kernstadt Zehdenick), Boddin, Burgwaller Försterei, Deutschboden, Eichholz, Försterei Blockhaus, Großenhof, Hammelstall, Hellberge, Karlshof, Lüthkeshof, Mahnhorst, Mutzer Plan, Neuhof, Osterne, Revierförsterei Wolfsgarten, Rieckesthal, Siedlung II, Wolfsgarten, Ziegelei, Ziegelei Abbau und Ziegelei Ausbau.
Hinzu kommt noch der wüstgefallene Wohnplatz Bergluch.

## Geschichte

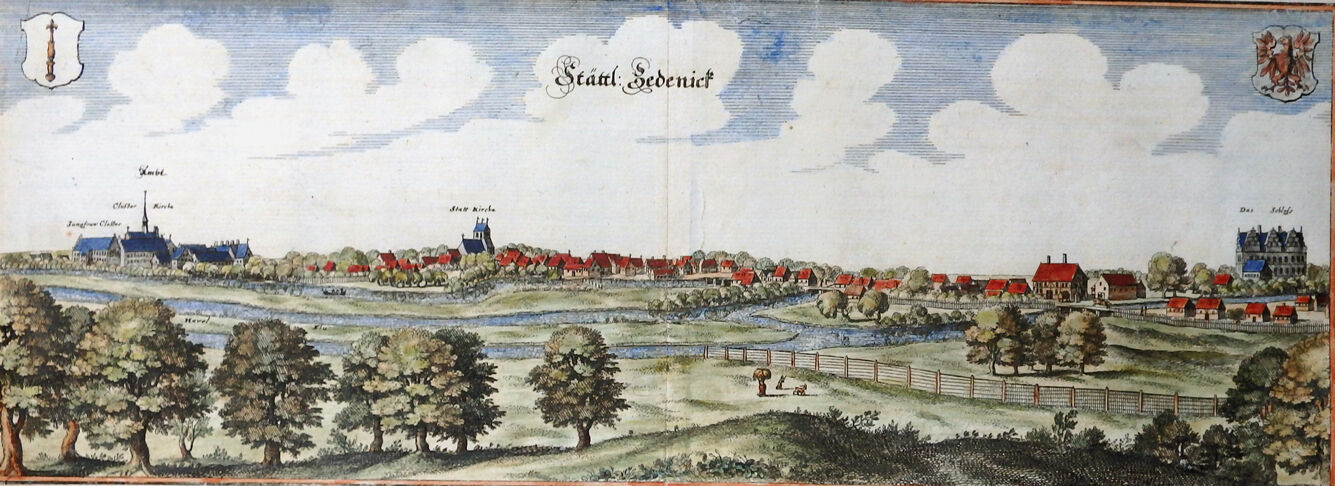
Zehdenick, Kolorierter Kupferstich um 1650 von Merian

An einem Übergang über die Havel entstand auf einer Havelinsel bereits in slawischer Zeit eine Befestigung. Ende des 12. Jahrhunderts entstand auf diesem jungslawischen Burgwall die askanische Burg, in deren Schutz südlich davon eine Siedlung mit Kietz entstand. Die erste urkundliche Erwähnung als „Cedenic“ stammt aus dem Jahre 1216, als der Brandenburger Bischof Siegfried II. bei seiner Amtsübernahme dem Brandenburger Domkapitel seine Archidiakonatsrechte bestätigte. Bereits 1281 wird sie als „civitas“ bezeichnet. Die Gerichtsbarkeit verblieb beim Landesherrn bzw. beim Inhaber der Burg (oder später des Schlosses), der mehrfach wechselte. Im 14. Jahrhundert war die Burg und damit auch die Stadt zeitweise im Besitz der Grafen von Lindow-Ruppin (1323). 1366 war Burg und Stadt vom Herzog von Mecklenburg besetzt. Anfang des 15. Jahrhunderts war sie auch von Pommern besetzt. Um 1416 geriet sie in den Pfandbesitz der Familie v. Holzendorf, 1421 war sie im Besitz der Familie v. Berg und 1424 wiederum bei der Familie v. Holzendorf. 1437 gelang dem Kurfürsten von Brandenburg Friedrich I. die Einlösung des Pfandes, nur um die Stadt 1438 nochmals für kurze Zeit an die v. Holzendorf zu verpfänden. 1438 gab sie der Kurfürst den v. Arnim zu Lehen. Zu dieser Zeit waren Burg und Stadt das Zentrum einer kleinen Herrschaft (Herrschaft Zehdenick), zu der auch ein Eisenhammer, eine Mühle und Dienste der Bauern in den Dörfern Klein-Mutz, Hammelspring, Hindenburg, Storkow, Krewelin und Wesendorf gehörten. 1524 kam die kleine Herrschaft im Tausch mit der Herrschaft Boitzenburg wieder in den Besitz des Kurfürsten, der die Stadt in ein landesherrliches Amt (Amt Zehdenick) umwandelte. Das Amt Zehdenick wurde 1551 stark vergrößert, als der größere Teil der Besitzungen des 1541 säkularisierten Klosters Zehdenick zum Amt gelegt wurden. 1815 wurde es abermals vergrößert, indem das Amt Badingen aufgelöst und dessen Rechte und Einkünfte zum Amt Zehdenick geschlagen wurden. Das Amt Zehdenick wurde 1872 aufgelöst.
Das um 1250 gegründete Zisterzienserinnen-Kloster war zeitweise bedeutsam für die Entwicklung der Stadt. Es wurde 1541 aufgehoben und der Besitz säkularisiert. Der Klosterbesitz kam zunächst in den Pfandbesitz des Hofmarschalls Adam von Trott, bevor das Pfand 1551 vom Kurfürsten wieder eingelöst und zum Amt Zehdenick gelegt wurde. 1801 zerstörte ein Stadtbrand nicht nur große Teile der Stadt, sondern auch die Klostergebäude. Nach dem Brand wurde die Stadt auf einem teilweise regulierten Grundriss wieder aufgebaut.

Eine für Brandenburg-Preußen einzigartige Bedeutung hatte der vom Großen Kurfürsten 1664–66 neu errichtete Hochofen in Zehdenick, der die Tradition des bereits 1438 nachgewiesenen Eisenhüttenwerks wieder aufnahm. Hauptprodukt waren Kanonenkugeln, wodurch die Unabhängigkeit von teuren und unsicheren Importen erreicht wurde. Zur Verarbeitung gelangte ausschließlich der in Lagerstätten der näheren und weiteren Umgebung gewonnene Raseneisenstein. Der Hochofen war – mit Unterbrechungen – etwa hundert Jahre in Betrieb.
Beim Bau der Eisenbahnstrecke Löwenberg-Templin wurden 1887 große Tonvorkommen entdeckt, die lange Zeit die Grundlage für zahlreiche Ziegeleien bildeten. Um 1900 wurden Zehdenick und die umliegende Region zu einem der größten Ziegeleireviere Europas. Mit über 100 elektrisch angetriebenen Binnenschiffen, deren Strom teilweise mit Wasserkraft erzeugt wurde, transportierte man um 1900 jährlich bis zu 200 Mio. Ziegel- und Kalksandsteine nach Berlin.

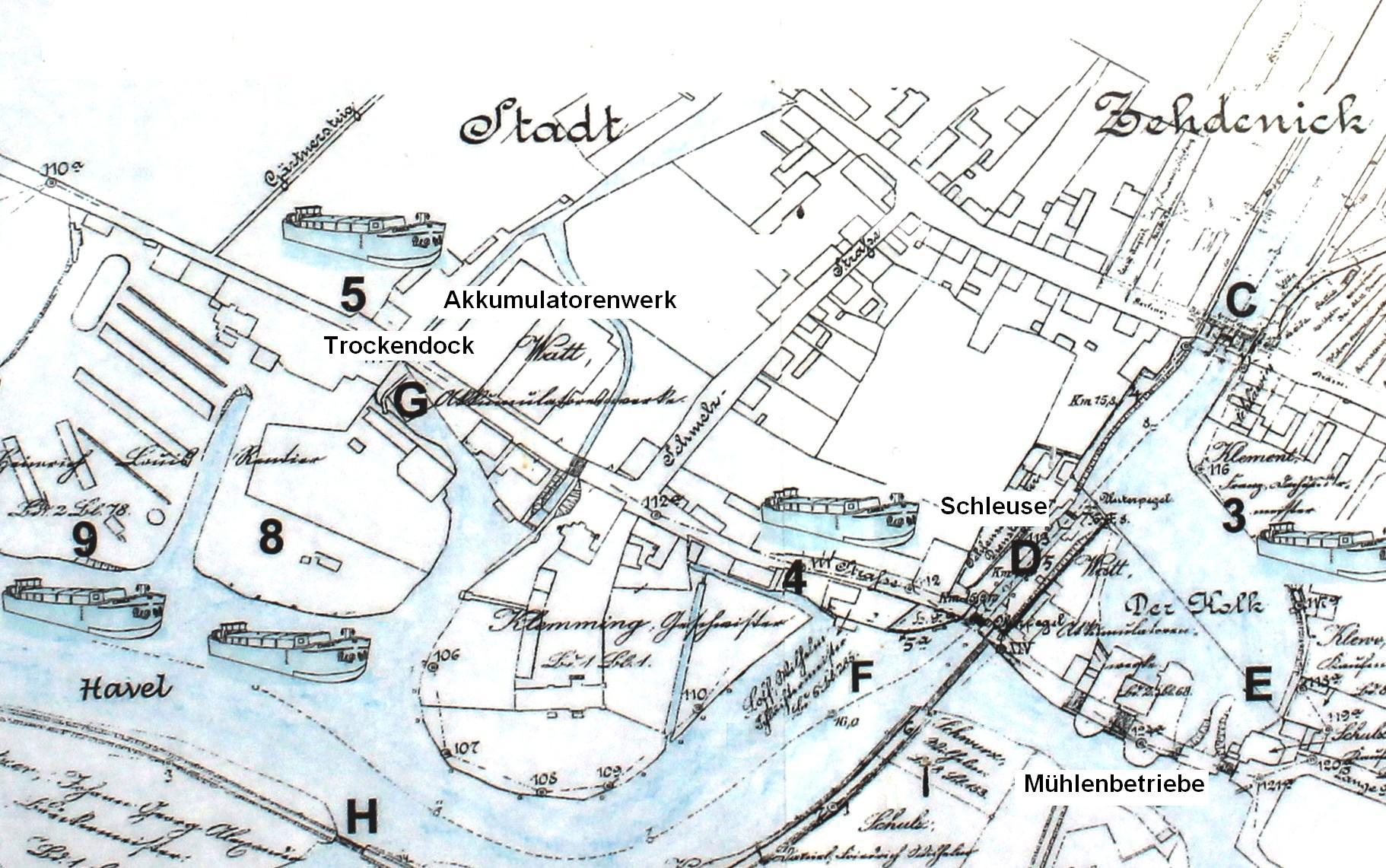
Plan von Zehdenick mit Trockendock und Akkufabrik um 1900

Zehdenick wurde daher auch zu einem bedeutenden Standort der Binnenschifffahrt, woran heute ein Museumsschiff an der Schleuse erinnert. Aus dieser Zeit stammt das geflügelte Wort: „Berlin ist aus dem Kahn erbaut“. Millionen von Steinen wurden in den Ringöfen der mehr als 30 Ziegeleibetriebe von zeitweise über 5.000 Wanderarbeitern – unter schwersten Arbeitsbedingungen – hergestellt. In der DDR wurde der VEB Ziegelwerke Zehdenick ein bedeutender Produzent. 1991 wurde die Ziegelproduktion eingestellt. Die heutige „Tonstich-Landschaft“ wurde durch einen Museumspark ergänzt, der die industrielle Vergangenheit der Region präsentiert.
Zehdenick gehörte seit 1817 zum Landkreis Templin in der preußischen Provinz Brandenburg. 1952 wurde die Stadt in den Kreis Gransee im DDR-Bezirk Potsdam eingegliedert, der 1990–1993 im Land Brandenburg fortbestand.
Im Zuge der Ämterbildung in Brandenburg wurde am 1. Oktober 1992 das Amt Zehdenick und Gemeinden mit Sitz in Zehdenick gebildet. Zum 31. Dezember 2001 wurden die Gemeinden Bergsdorf, Ribbeck und Vogelsang nach Zehdenick eingegliedert. Zum 26. Oktober 2003 wurden die Gemeinden Badingen, Kappe, Klein-Mutz, Kurtschlag, Marienthal, Mildenberg, Wesendorf und Zabelsdorf nach Zehdenick eingegliedert. Das Amt Zehdenick und Gemeinden wurde zum gleichen Zeitpunkt aufgelöst und die Stadt Zehdenick wurde amtsfrei. Die Gemeinde Mildenberg erhob vor dem Verfassungsgericht des Landes Brandenburg kommunale Verfassungsbeschwerde, die teils verworfen, im Übrigen zurückgewiesen wurde.
Die Stadt Zehdenick feierte 2016 ihr 800-jähriges Bestehen.

## Bevölkerungsentwicklung
| Jahr | Einwohner |
| ---- | --------- |
| 1875 | 05.801    |
| 1890 | 06.718    |
| 1910 | 09.996    |
| 1925 | 09.765    |
| 1933 | 11.164    |
| 1939 | 12.544    |

| Jahr | Einwohner |
| ---- | --------- |
| 1946 | 13.246    |
| 1950 | 13.600    |
| 1964 | 12.344    |
| 1971 | 12.544    |
| 1981 | 11.884    |
| 1985 | 11.706    |

| Jahr | Einwohner |
| ---- | --------- |
| 1990 | 11.433    |
| 1995 | 10.904    |
| 2000 | 10.543    |
| 2005 | 14.607    |
| 2010 | 13.830    |
| 2015 | 13.409    |

| Jahr | Einwohner |
| ---- | --------- |
| 2020 | 13.307    |
| 2021 | 13.222    |
| 2022 | 13.048    |
| 2023 | 13.027    |
| 2024 | 13.040    |

Gebietsstand des jeweiligen Jahres, Einwohnerzahl: Stand 31. Dezember (ab 1991), ab 2011 auf Basis des Zensus 2011, ab 2022 auf Basis des Zensus 2022
Die Zunahme der Einwohnerzahl 2005 ist auf die Eingliederung mehrerer Gemeinden im Jahr 2003 zurückzuführen.

## Religion
Im Jahr 2011 waren 20 % der Einwohner evangelisch, 2 % römisch-katholisch.
Die evangelischen Kirchen in Zehdenick gehören zum Kirchenkreis Oberes Havelland der Evangelischen Kirche Berlin-Brandenburg-schlesische Oberlausitz: die Stadtkirche Zehdenick und die Dorfkirchen in Badingen, Bergsdorf, Kappe, Klein-Mutz, Krewelin, Kurtschlag, Marienthal, Mildenberg, Ribbeck, Wesendorf und Zabelsdorf.
Für die römisch-katholischen Christen gibt es die Mariä-Himmelfahrt-Kirche in Zehdenick und die Kapelle Heilig Kreuz in Mildenberg. Sie gehören zur Pfarrei Herz Jesu in Templin im Dekanat Eberswalde des Erzbistums Berlin.
Darüber hinaus besteht in Zehdenick eine Evangelisch-Freikirchliche Gemeinde.

## Politik

### Stadtverordnetenversammlung
Die Stadtverordnetenversammlung von Zehdenick besteht aus 22 Stadtverordneten und dem hauptamtlichen Bürgermeister. Die Kommunalwahl am 9. Juni 2024 führte bei einer Wahlbeteiligung von 60,4 % zu folgendem Ergebnis:
| Partei / Wählergruppe                 | Stimmenanteil 2014 | Sitze 2014 |  | Stimmenanteil 2019 | Sitze 2019 |  | Stimmenanteil 2024 | Sitze 2024 |
| ------------------------------------- | ------------------ | ---------- |  | ------------------ | ---------- |  | ------------------ | ---------- |
| AfD                                   | –                  | –          |  | 15,3 %             | 3          |  | 29,3 %             | 6          |
| Gemeinsam für Zehdenick (GfZ)         | –                  | –          |  | 22,2 %             | 5          |  | 21,5 %             | 5          |
| CDU                                   | 25,9 %             | 6          |  | 16,7 %             | 4          |  | 11,9 %             | 3          |
| SPD                                   | 29,8 %             | 6          |  | 14,9 %             | 3          |  | 11,2 %             | 2          |
| Wählergruppe Schorfheide (WS)         | 03,2 %             | 1          |  | 08,6 %             | 2          |  | 09,8 %             | 2          |
| Bürger für Zehdenick (BfZ)            | 07,5 %             | 2          |  | 05,5 %             | 1          |  | 04,9 %             | 1          |
| Die Linke                             | 17,9 %             | 4          |  | 08,8 %             | 2          |  | 04,4 %             | 1          |
| BVB/Freie Wähler                      | –                  | –          |  | –                  | –          |  | 03,4 %             | 1          |
| Bündnis 90/Die Grünen                 | –                  | –          |  | 03,8 %             | 1          |  | 02,6 %             | 1          |
| FDP                                   | 04,0 %             | 1          |  | 03,1 %             | 1          |  | 01,1 %             | –          |
| NPD                                   | –                  | –          |  | 01,0 %             | –          |  | –                  | –          |
| Wählergemeinschaft Tonstichlandschaft | 08,9 %             | 2          |  | –                  | –          |  | –                  | –          |
| Einzelbewerber Pätzold                | 01,6 %             | –          |  | –                  | –          |  | –                  | –          |
| Einzelbewerber Keil                   | 01,3 %             | –          |  | –                  | –          |  | –                  | –          |
| Insgesamt                             | 100 %              | 22         |  | 100 %              | 22         |  | 100 %              | 22         |

### Bürgermeister
- 1993–1998: Karl Hardenberg
- 1998–2003: Werner Witte (SPD)[19]
- 2003–2018: Arno Dahlenburg (SPD)

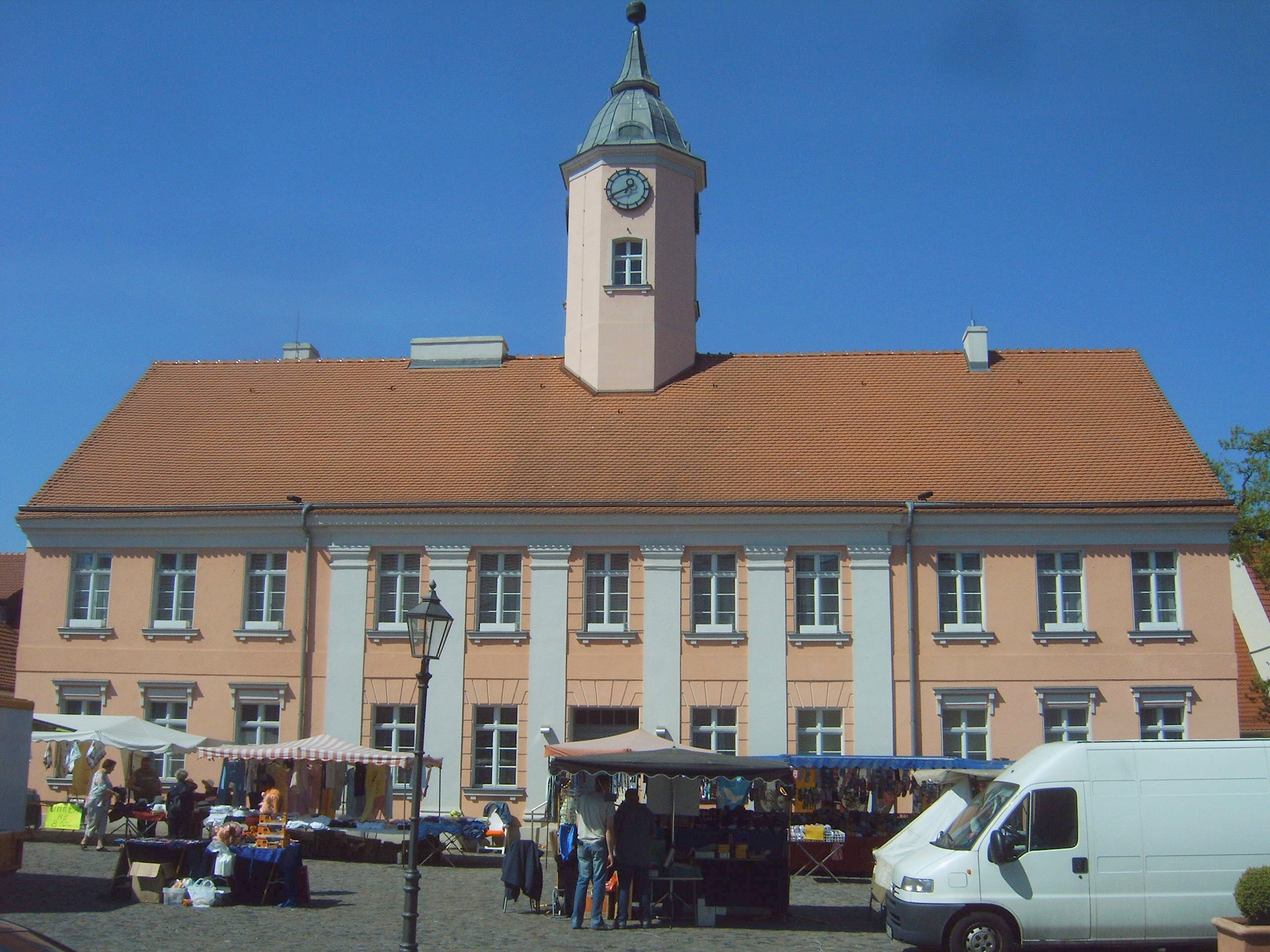
Rathaus

- 2019–2022: Bert Kronenberg (parteilos)
- 2022–2024: Lucas Halle (SPD)
- seit 2025: Alexander Kretzschmar (parteilos)

Mit der Gebietsreform 2003 wurde Arno Dahlenburg am 26. Oktober 2003 zum hauptamtlichen Bürgermeister der Stadt Zehdenick gewählt. Er beantragte aus gesundheitlichen Gründen am 11. Oktober 2018 seine Versetzung in den Ruhestand zum 1. Januar 2019.
In der Bürgermeisterstichwahl am 16. Juni 2019 wurde Bert Kronenberg mit 77,4 % der gültigen Stimmen gewählt. Er gab sein Amt im September 2021 auf, um einer Abwahl zuvorzukommen. Ihm wurde vorgeworfen, seine Arbeit zu langsam und nicht effektiv genug zu machen.
Lucas Halle wurde in der Bürgermeisterwahl am 13. Februar 2022 mit 88,3 % der gültigen Stimmen zu seinem Nachfolger gewählt. Mit zum Amtsantritt 24 Jahren war er der jüngste hauptamtliche Bürgermeister Deutschlands. Anfang August 2024 erklärte er aus persönlichen Gründen seinen Rücktritt.
Alexander Kretzschmar wurde in der Stichwahl am 16. März 2025 mit 63,0 % der gültigen Stimmen zum neuen Bürgermeister gewählt. Seine Amtszeit beträgt acht Jahre.

### Wappen
| Wappen von Zehdenick | Blasonierung: „Gespalten von Silber und Rot; vorn am Spalt ein halber roter Adler mit Kleestengel und Bewehrung in Gold, hinten am Spalt eine halbe silberne Lilie.“ |
| Wappen von Zehdenick | Wappenbegründung: Dieses Wappen wurde am 1. April 1900 im Zusammenhang mit der Eingemeindung der vorher selbständigen Ortsteile Dammhorst und Amtsfreiheit Kamp angenommen. Vorher (1629, 1801) waren verschiedene Adlerwappen in Gebrauch. Die Herkunft des Wappens ist ungewiss. Es ist möglich, dass der brandenburgische Kurfürst denen von Plotho, die in ihrem Familienwappen eine Lilie führten, das Amtslehen für Zehdenick übertragen hat. Dann ließe „die Wappenvereinigung auf die Unterordnung derer von Plotho unter das brandenburgische Herrschaftshaus schließen“. Ein Gerichtssiegel auf einer im Stadtarchiv Zehdenick aufbewahrten Urkunde von 1671 zeigt das beschriebene Wappenbild; aus anderen Unterlagen des Archivs geht hervor, dass 1669 der Richter von Zehdenick mit dem gleichen Bild siegelte. Das Wappen wurde vom Erfurter Heraldiker Frank Diemar einer Neugestaltung unterzogen und am 16. Juli 1993 durch das Ministerium des Innern genehmigt. |

### Flagge
„Die Flagge ist Rot - Weiß (1:1) gestreift und mittig mit dem Stadtwappen belegt.“

### Dienstsiegel
Das Dienstsiegel zeigt das Wappen der Stadt mit der Umschrift STADT ZEHDENICK • LANDKREIS OBERHAVEL.

### Städtepartnerschaften
- Castrop-Rauxel, Deutschland
- Siemiatycze, Polen (seit 10. März 2007)

## Sehenswürdigkeiten und Kultur

### Bauwerke

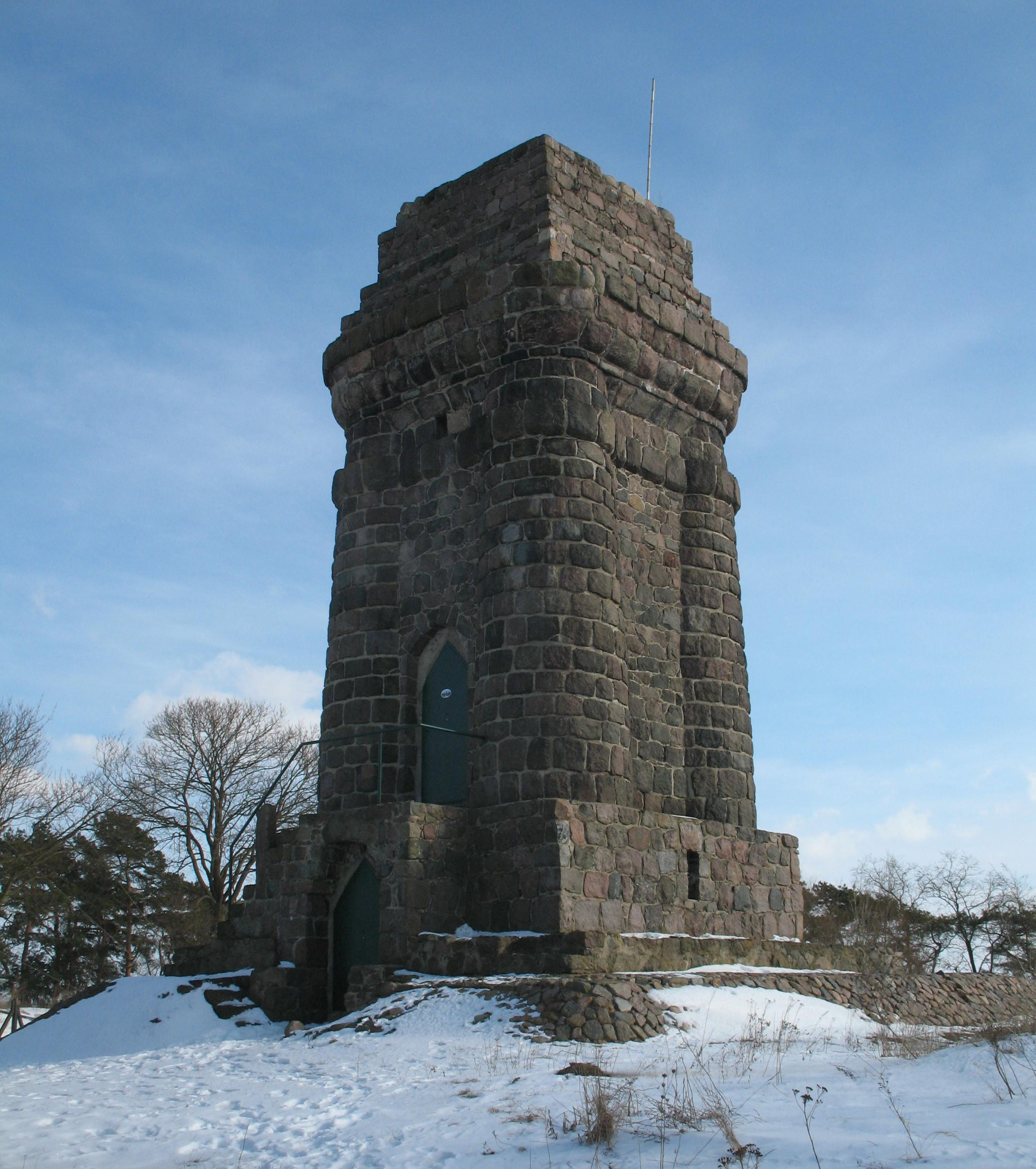
Bismarckturm bei Klein-Mutz

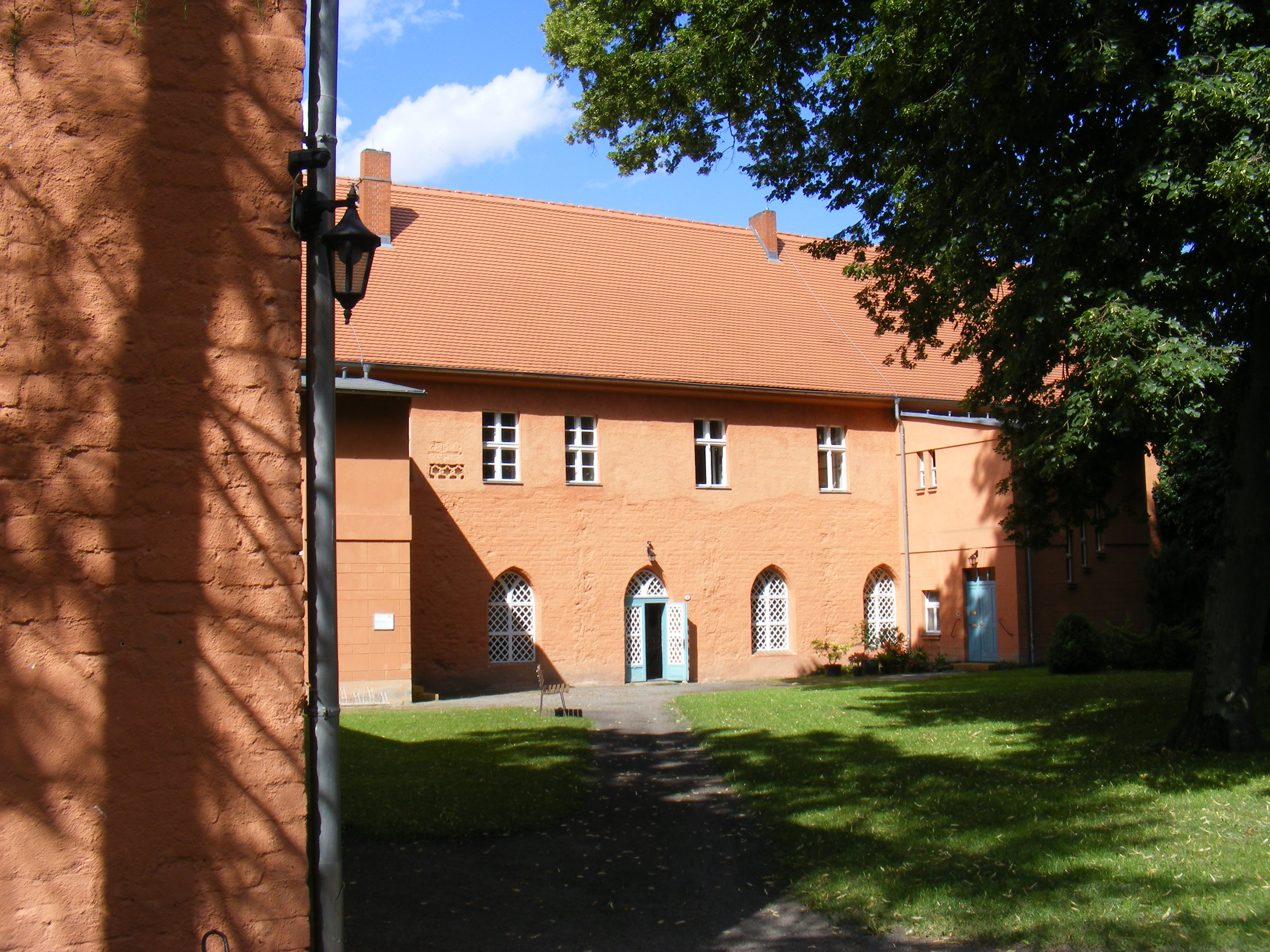
Nordflügel des Klosters

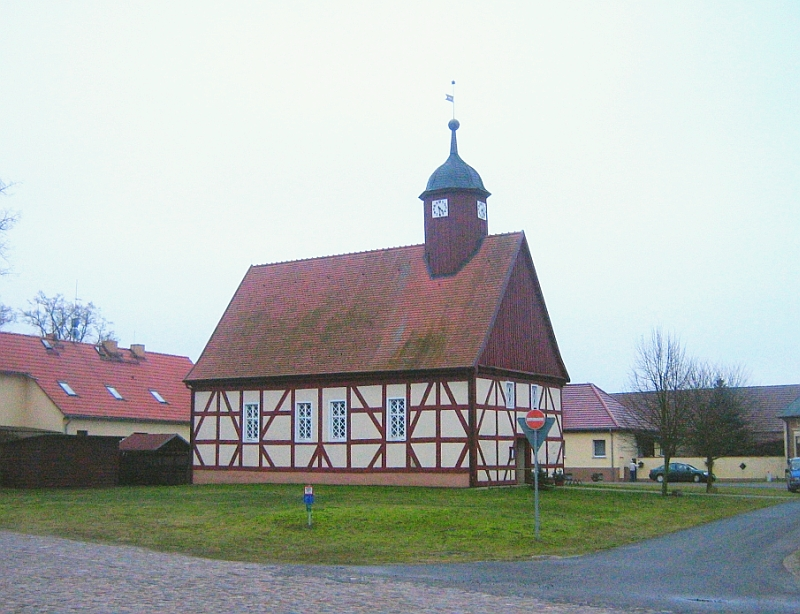
Dorfkirche Krewelin

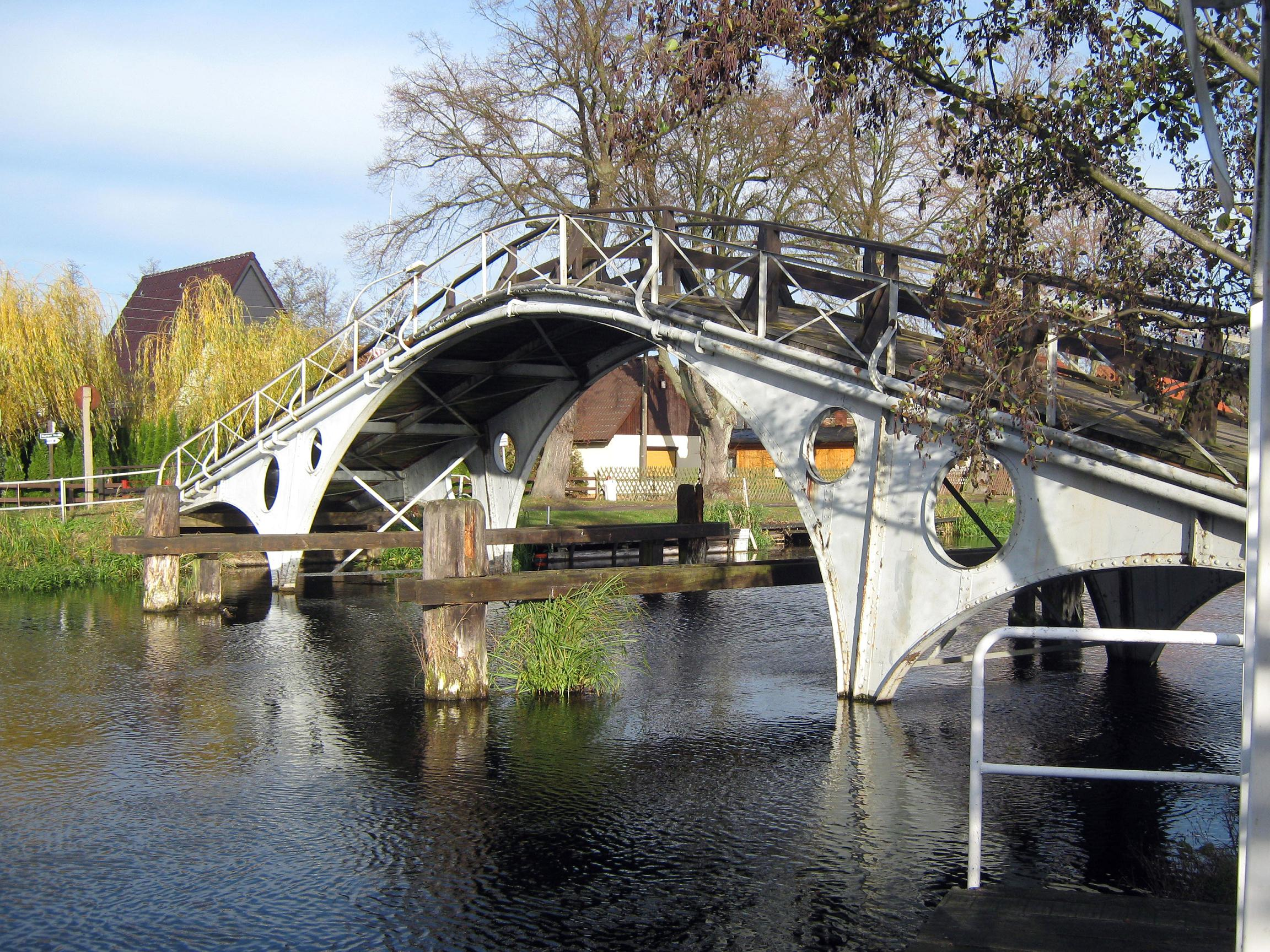
Bodenstrombrücke

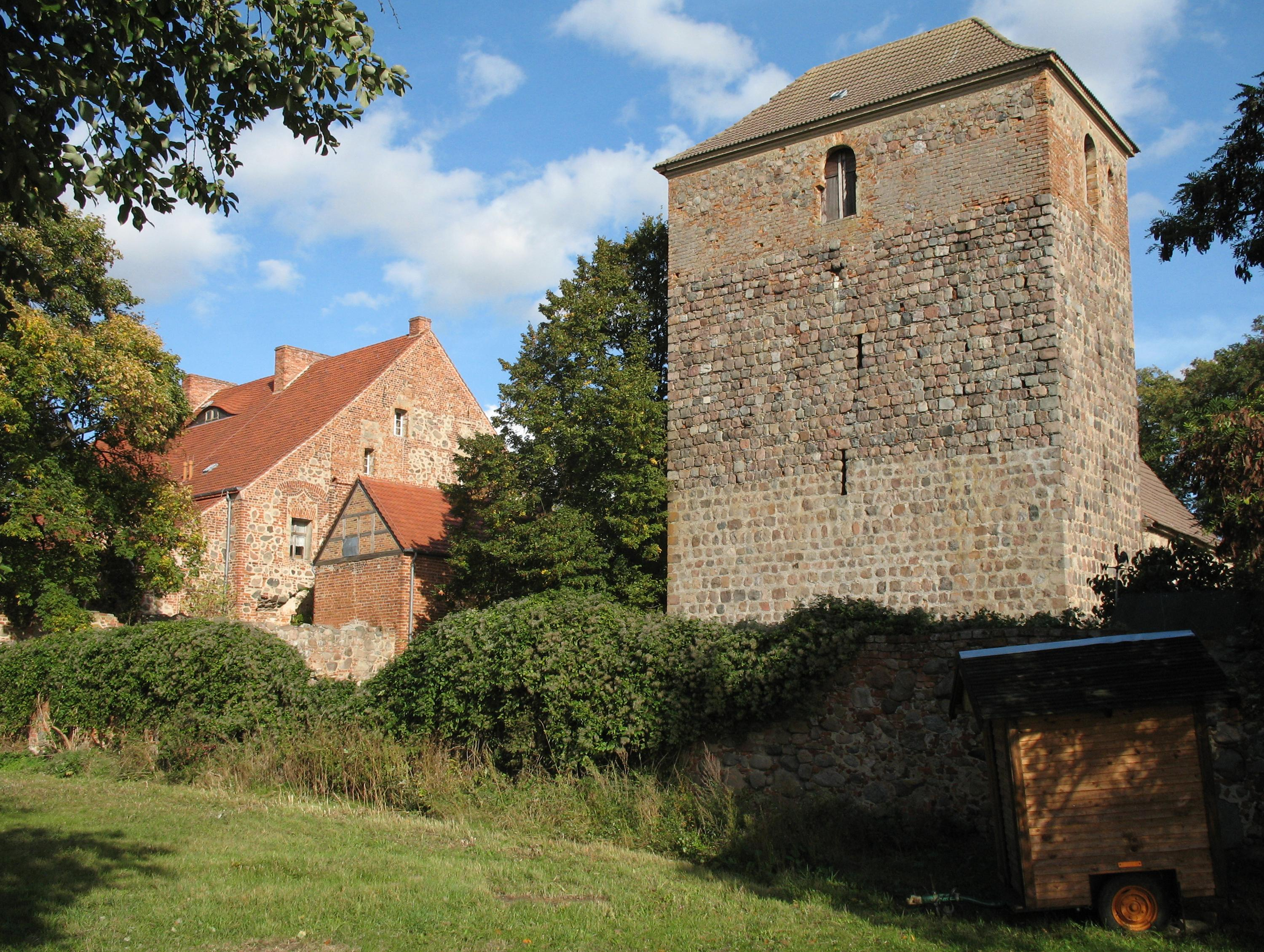
Kirche in Badingen

- Amtsgericht Zehdenick, 1911 im neobarocken Stil errichtet
- Bismarckturm (Bautyp „Götterdämmerung“ nach Wilhelm Kreis), 14 m hoher Aussichtsturm, 1900 auf dem Hohen Timpberg (95,4 m) bei Klein-Mutz errichtet, auch „Timpenturm“ genannt[30]
- Dorfkirche Krewelin, ein Fachwerkbau von 1694 mit Dachreiter und Haube
- Hastbrücke, eine Zugbrücke in Zehdenick
- „Kamelbrücken“ in Zehdenick (Bodenstrombrücke und Klienitzbrücke)
- Klosterruine Zehdenick
- Klosterscheune Zehdenick, Kultur- und Veranstaltungszentrum
- Lehmhaus in Zehdenick, Schulungs- und Kommunikationsstätte, 1995 als Niedrigenergiehaus unter Verwendung natürlicher Materialien wie Holz und Lehm erbaut
- Schleuse Zehdenick, Havelschleuse von 1909
- Schloss Badingen, 13. und 16. Jh., eines der ältesten Renaissanceschlösser Brandenburgs
- Schloss Zehdenick, auf einer Halbinsel an der Havel gelegen
- Stadtkirche Zehdenick
- Wasserturm, um 1900 erbaut
- Zehdenicker Rathaus, klassizistisches Bauwerk, erbaut von 1801 bis 1803

### Geschichtsdenkmale
- Ehrenmal für die Opfer des Faschismus an der Einmündung Castrop-Rauxel-Allee/Parkstraße, das zu DDR-Zeiten dem KPD-Vorsitzenden Ernst Thälmann gewidmet war und seit 1992 eine Plakette mit der Aufschrift „Nie wieder Gewaltherrschaft, den Opfern gewidmet“ trägt
- Gedenktafel im Treppenhaus der Dammhastschule an die Lehrerin Marianne Grunthal, die im Mai 1945 in Schwerin ermordet wurde
- Mahnmal von 1945/46 auf dem Friedhof I an der Friedhofstraße für die Opfer des Faschismus und die antifaschistischen Widerstandskämpfer, auf denen zwölf namentlich erwähnt sind, darunter der örtliche KPD-Führer Robert Heinrich, dessen Andenken die Stadt nach 1989 an mehreren Stellen tilgte
- siehe auch Liste der Stolpersteine in Zehdenick

### Museen
- Ziegeleipark Mildenberg (Technikmuseum, Ankerpunkt der Europäischen Route der Industriekultur)
- Schiffermuseum in Zehdenick (Museumsschiff „Carola“ auf der Havel)
- Kurt-Mühlenhaupt-Museum in Bergsdorf (bis 2019, seitdem Berlin-Kreuzberg)
- Heimatmuseum in Kappe

### Natur

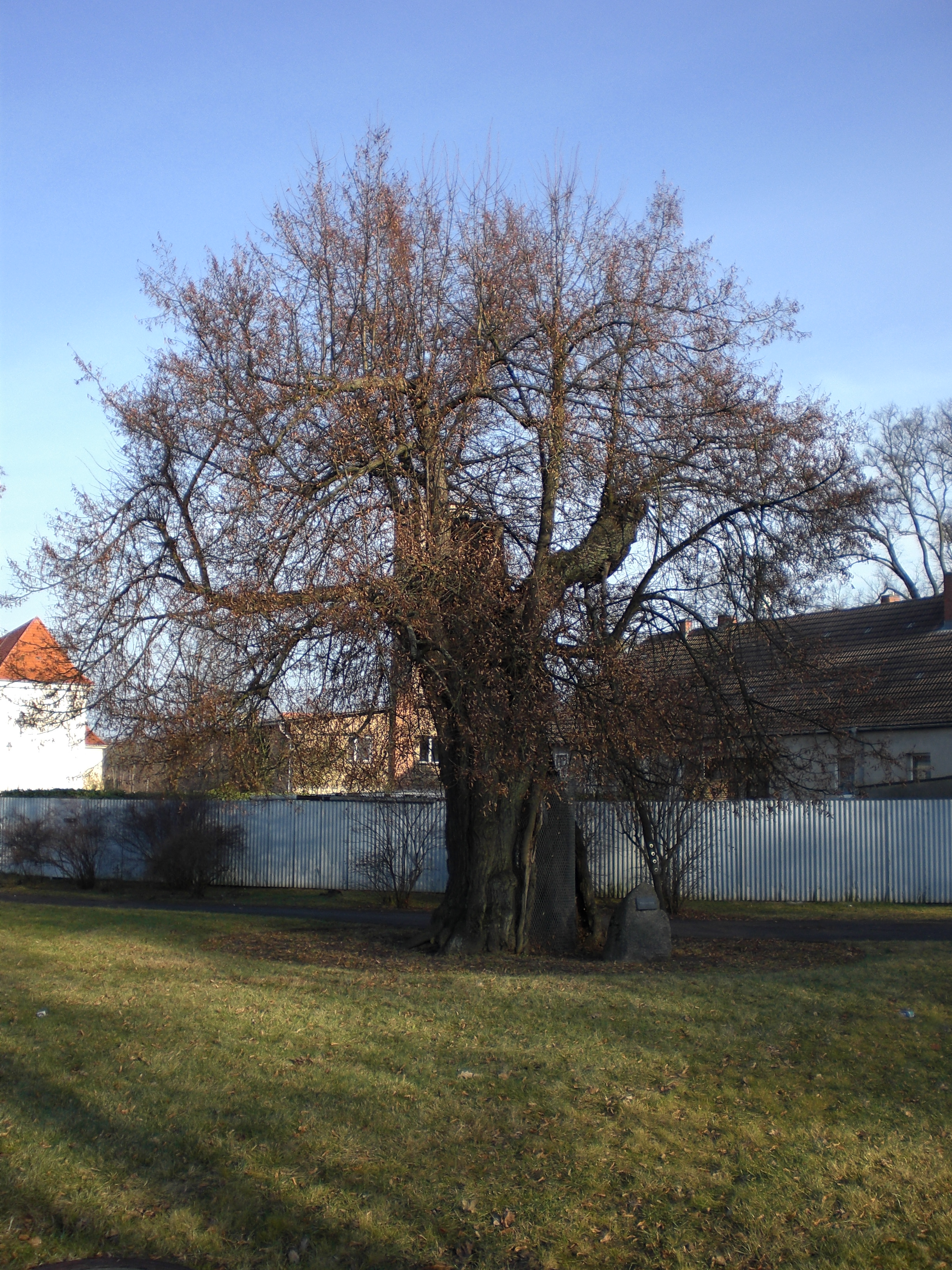
Gerichtslinde im Januar 2008

- Gerichtslinde Zehdenick, ältester Baum Zehdenicks, steht südlich des Amtsgerichts
- Zehdenicker Tonstichlandschaft[31] mit seltenen Tieren (Biber, Rohrdommel, Eisvogel, Kormorane, Fischadler, Höckerschwan)
- Naturschutzgebiet Klienitz,[32] Altarm der Havel, Brutkolonie von Fluss-Seeschwalbe und Lachmöwe, Rastplatz für Watvögel

### Zehdenick in der Literatur

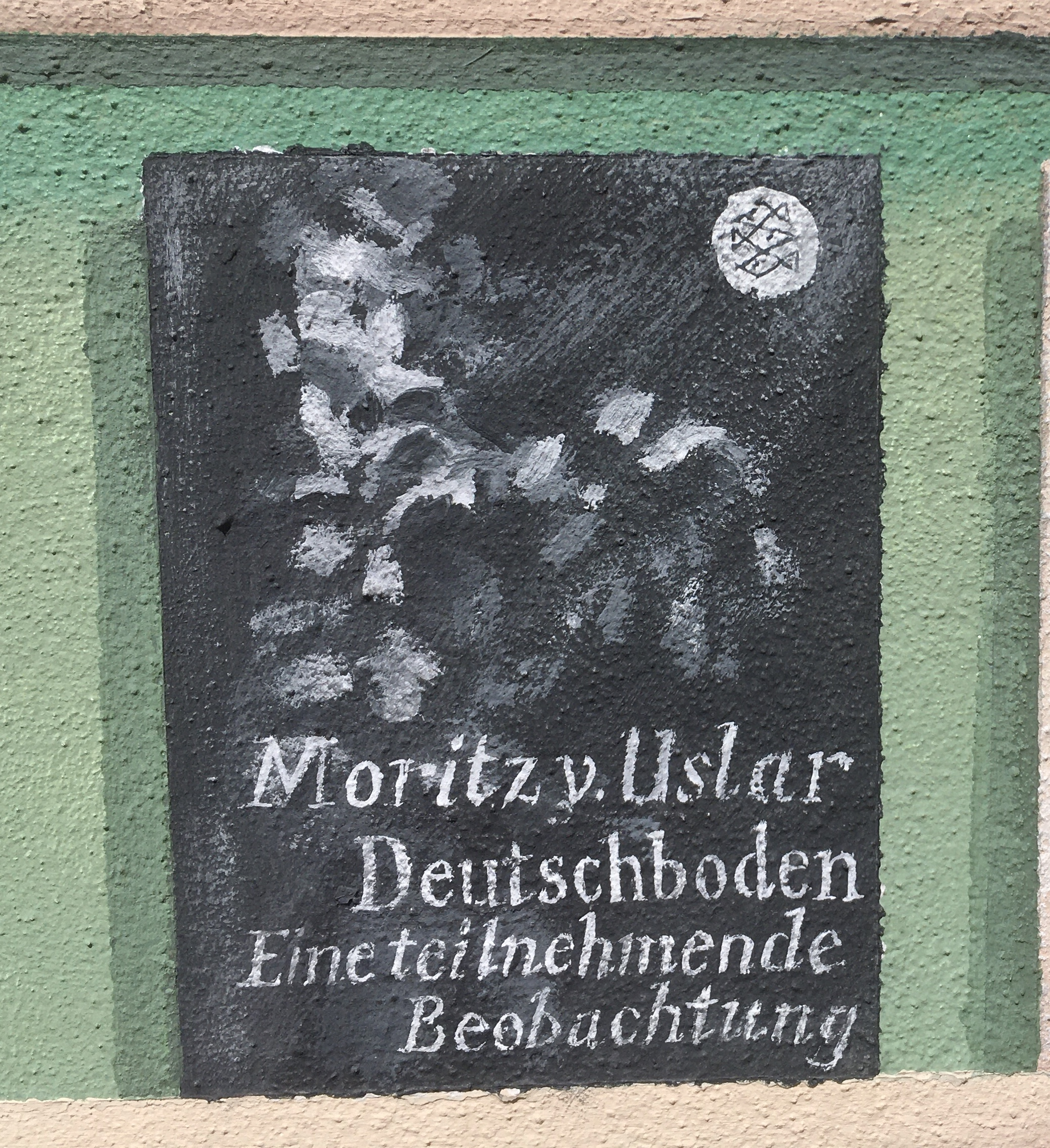
Fassadenmalerei mit „Deutschboden“-Buchumschlag an der ehemaligen Buchhandlung in der Berliner Straße in Zehdenick

Der Autor Moritz von Uslar lebte 2009 drei Monate in Zehdenick und machte seine dabei gewonnenen Erfahrungen zur Grundlage für seinen Roman Deutschboden. Eine teilnehmende Beobachtung (2010). Der Titel des Buches bezieht sich auf den Wohnplatz Deutschboden nördlich der Straße von Zehdenick nach Kurtschlag. 2014 erschien der Dokumentarfilm Deutschboden von André Schäfer mit Uslar und verschiedenen Protagonisten des Buchs. 2020 veröffentlichte Uslar mit Nochmal Deutschboden ein zweites Buch über einen Aufenthalt im Jahr 2019.
2017 veröffentlichte die gebürtige Zehdenickerin Manja Präkels den autobiographisch geprägten Roman Als ich mit Hitler Schnapskirschen aß. Das Buch beschreibt die letzten Jahre der DDR und die gesellschaftlichen Verwerfungen der Nachwendezeit in Zehdenick und Umgebung. Im Zentrum der Handlung steht der Angriff einer Gruppe Neonazis auf eine Disko im heutigen Zehdenicker Ortsteil Klein-Mutz, bei dem einer der jugendlichen Diskobesucher gewaltsam zu Tode kam. Manja Präkels’ Roman wurde mit dem Anna Seghers-Preis 2018, dem Kranichsteiner Stipendium sowie mit dem Deutschen Jugendliteraturpreis ausgezeichnet. In einem Artikel im Spiegel kritisierte Präkels Uslar dafür, die rechtsradikale Vergangenheit einiger Protagonisten zu verharmlosen.

## Wirtschaft und Infrastruktur

### Verkehr

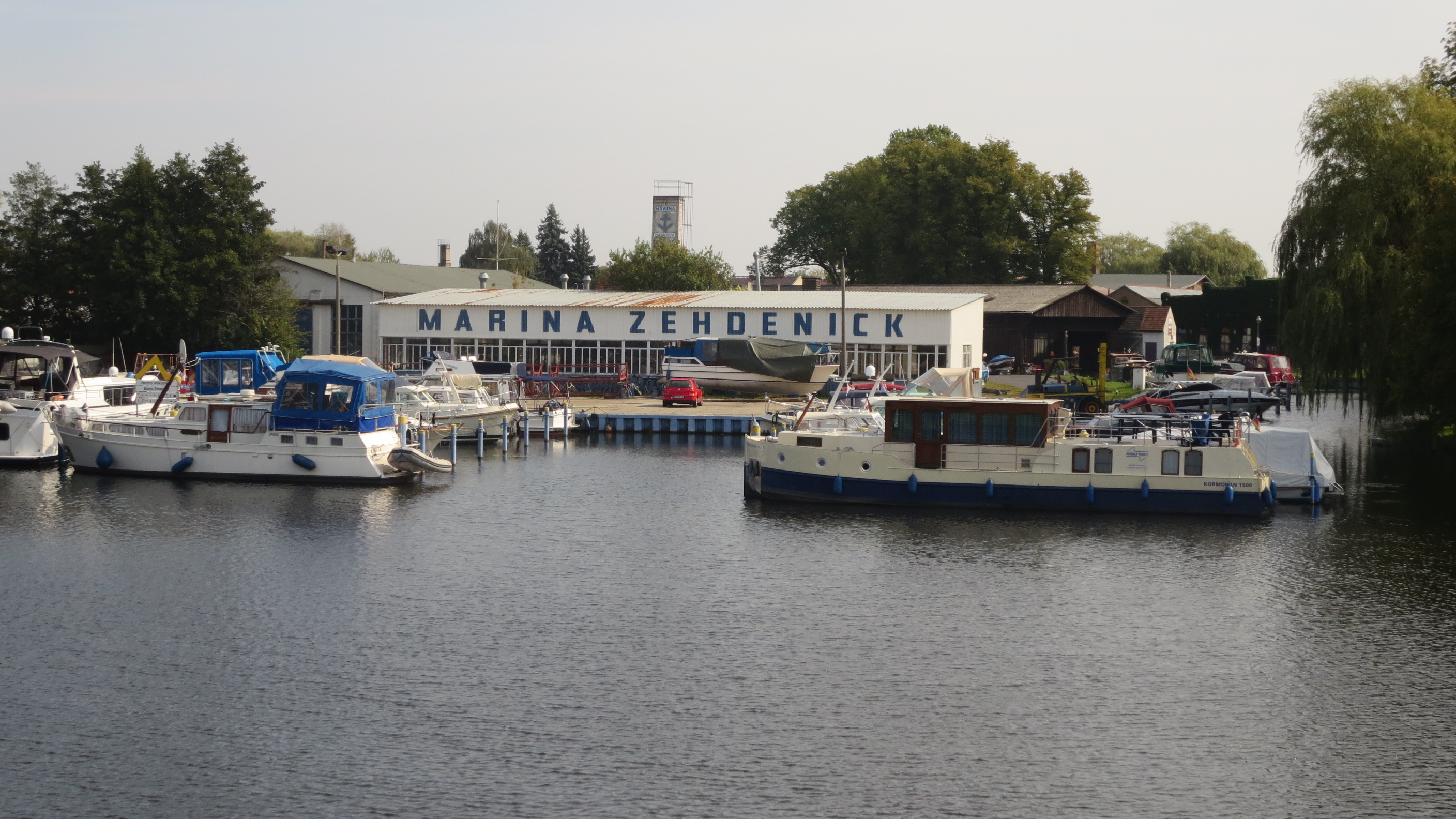
Marina Zehdenick

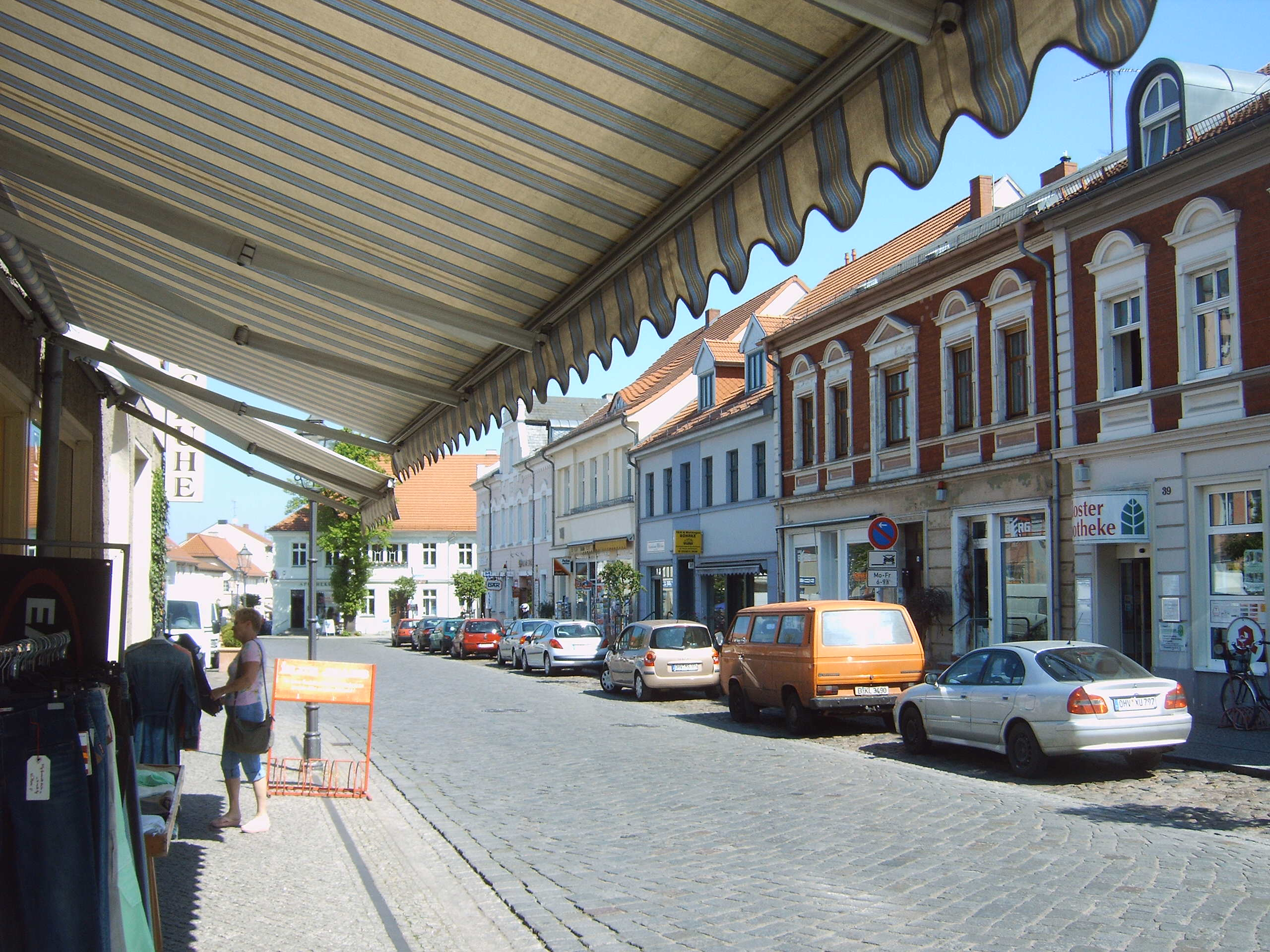
Straße in der Innenstadt von Zehdenick

Zehdenick liegt an der Bundesstraße 109 zwischen Löwenberger Land und Templin sowie an den Landesstraßen L 21 nach Liebenwalde und L 22 nach Gransee.
Der Bahnhof Zehdenick (Mark) liegt an der Bahnstrecke Löwenberg–Templin und wird stündlich von der Regionalbahnlinie RB 12 Templin–Oranienburg–Berlin Ostkreuz bedient, die von der der Niederbarnimer Eisenbahn betrieben wird. Im Stadtgebiet von Zehdenick befinden sich weiterhin der Bahnhof Vogelsang (Kr Oberhavel) sowie die Haltepunkte Zehdenick-Neuhof und Bergsdorf.
Der Radweg Berlin–Kopenhagen durchquert die Stadt auf der Strecke Zehdenick–Mildenberg (Ziegeleipark)–Marienthal–Zabelsdorf.
Die Havel bietet für Schiffe bis Klasse I als Teil der Oberen Havel-Wasserstraße Anschluss an das Bundeswasserstraßennetz.

### Bildung
In Zehdenick bestehen folgende Bildungseinrichtungen:
- Havellandgrundschule
- Exin-Förderschule mit dem sonderpädagogischen Förderschwerpunkt „geistige Entwicklung“
- Exin-Oberschule
- Lindengrundschule
- Georg-Mendheim-Oberstufenzentrum mit seinen drei Standorten in Zehdenick und Oranienburg, bestehend aus vier Abteilungen:
  - Gymnasiale Oberstufe
  - Wirtschaft und Verwaltung
  - Ernährung und Hauswirtschaft
  - Lebensmitteltechnologie und Dienstleistung

Das Zehdenicker Jugendwerk e. V. ist ein anerkannter Träger der freien Jugendhilfe und hat 1992 die Jugendfreizeitstätte „Bumerang“ eröffnet.

### Öffentliche Einrichtungen

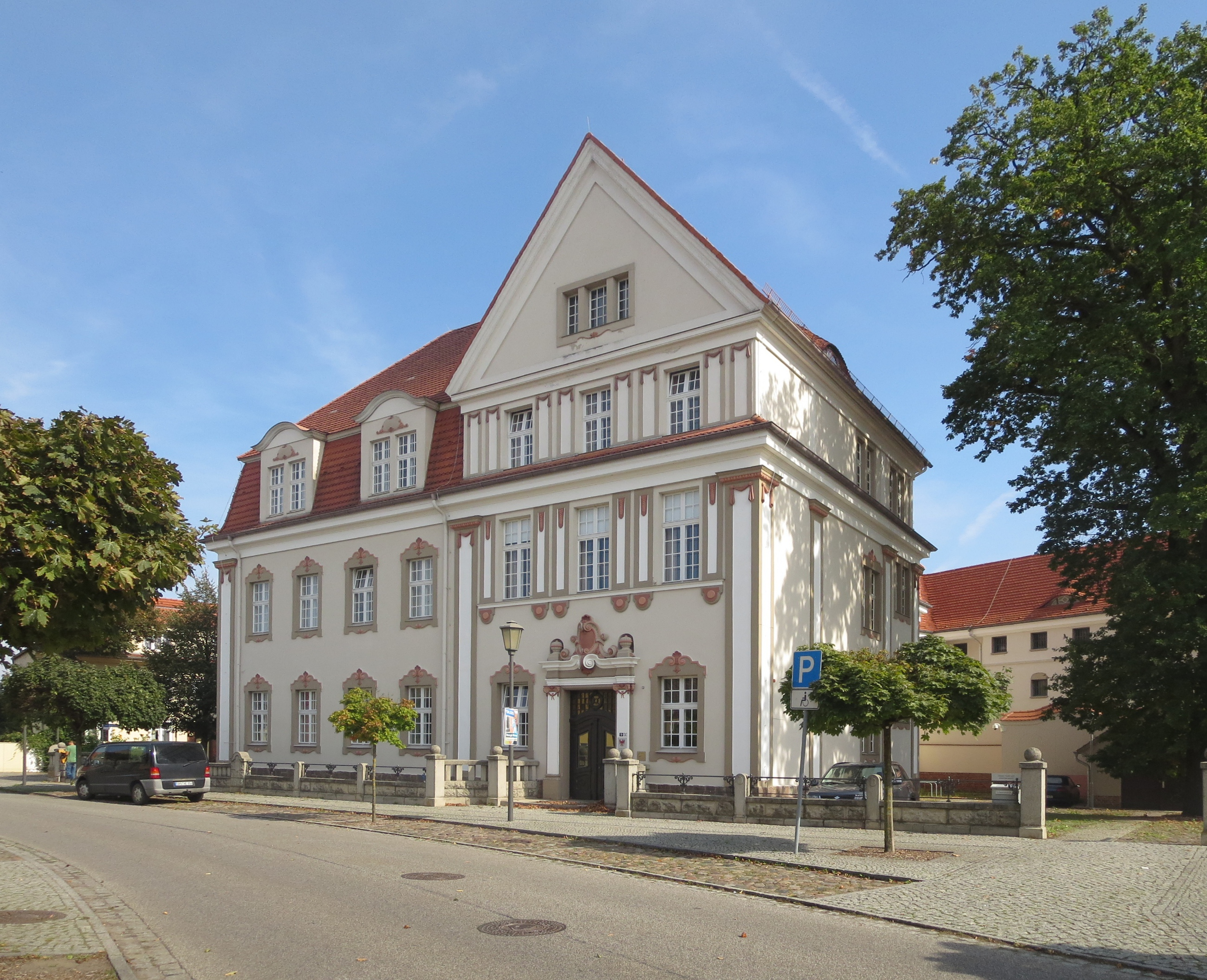
Amtsgericht Zehdenick

Der Gerichtsbezirk des Amtsgerichts Zehdenick umfasst den nördlichen Teil des Landkreises Oberhavel.

## Persönlichkeiten

### Ehrenbürger
Die Stadt Zehdenick hat bisher sechs Personen das Ehrenbürgerrecht verliehen.
- 1900, 1. April: Ludwig von Arnim (1860–1936), Landrat im Landkreis Templin
- 1900, 1. April: Robert Hue de Grais (1835–1922), Regierungspräsident im Regierungsbezirk Potsdam
- 1904, 26. August: Carl Siegelkow (1814–1907), Gerbermeister, für sein Wirken in Gemeindeämtern und die Förderung gemeinnütziger Einrichtungen
- 1968, 7. April: Ernst Urbahn (1888–1983), Entomologe und Lehrer in Zehdenick
- 2016, 13. Oktober: Hans-Joachim Bormeister (1927–2013), Förster, für seinen Beitrag zur Entwicklung und Gestaltung des Zehdenicker Stadtwaldes
- 2016: 13. Oktober: Heinz Tamm (1922–2017), Jugendfürsorger, spielte 63 Jahre in Zehdenicker Fußballmannschaften, dokumentierte Zehdenicker Sport- und Fußballgeschichte

### In Zehdenick geboren
- Carl Friedrich Reichhelm (1748–1825), evangelischer Geistlicher
- Henriette Frölich (1761–1833), Schriftstellerin
- Ferdinand Streichhan (1814–1884), Architekt und Baubeamter in Weimar
- Heinrich Runge (1817–1886), Heraldiker und Reichstagsabgeordneter
- Paul Georg von Möllendorff (1847–1901), Sprachforscher und Diplomat in Ostasien
- Ludwig Hertzer (1854–1928), Theaterschauspieler, -regisseur, -direktor und -agent
- Julius Fischer (1867–1923), Gründer und Gründer des Apostelamts Juda
- Johannes Tiedke (1881–1947), Rechtsanwalt und Versicherungsunternehmer
- Ernst Urbahn (1888–1983), Entomologe und Schulleiter, Ehrenbürger von Zehdenick
- Marianne Grunthal (1896–1945), Lehrerin, Opfer der SS
- Wilhelm Weiß (1901–1946), im Ortsteil Kurtschlag geborener Kommunist und Widerstandskämpfer gegen den Nationalsozialismus
- Karl Frenzel (1911–1996), SS-Oberscharführer, Beteiligter an der Aktion T4 sowie Abschnittskommandant im Vernichtungslager Sobibor
- Udo Ehling (1928–2010), Genetiker
- Horst Kubik (1929–2020), Eishockeyspieler und -trainer
- Manfred Grund (1936–2003), LDPD-Funktionär, Vizepräsident des Nationalrates der Nationalen Front der DDR
- Sten Nadolny (* 1942), Schriftsteller
- Gerhard Langemeyer (* 1944), Kunsthistoriker und Politiker (SPD), 1999–2009 Oberbürgermeister von Dortmund
- Gabriele Koerbl (1948–2007), Bühnenbildnerin, Malerin und Grafikerin
- Hartmut Hornung (* 1952), Bildhauer, Maler und Grafiker
- Gabriele Schöttler (* 1953), Politikerin (SPD), von 2006 bis 2011 Bezirksbürgermeisterin im Berliner Bezirk Treptow-Köpenick
- Carsten Dräger (* 1965), Historiker, Autor und Stadtführer in Zehdenick
- Ralf Hentrich (1965–2018), Graphiker und Zeichner
- Andreas Tam (* 1967), Handballtrainer und Handballspieler
- Manja Präkels (* 1974), Schriftstellerin, Sängerin
- Lars Grunske (* 1976), Informatiker
- Tobias Rafael Junge (* 1981), Schriftsteller
- Josefine Preuß (* 1986), Schauspielerin
- Sebastian Mielitz (* 1989), Fußballspieler

### Mit Zehdenick verbundene Persönlichkeiten
- Adam von Trott († 1564), Reichsgeneralfeldmarschall und Oberhofmarschall, Amtshauptmann von Zehdenick
- Wilhelm Kimbel (1868–1965), Ebenist und Innenarchitekt, lebte seit 1933 in Zehdenick
- Moritz von Uslar (* 1970), Autor eines Schlüsselromans über Zehdenick, im Buch als „Oberhavel“ verfremdet

## Filme
- Die Brücke, DEFA-Film von 1948, Regie Arthur Pohl, Kamera Fritz Arno Wagner. Für dieses Umsiedlerdrama wurden Szenen auch in Zehdenick (Havel und Wolfskrug) gedreht.
- Märkische Ziegel, DEFA-Dokfilm von 1989, Regie Volker Koepp, Kamera Thomas Plenert. Er dokumentiert den Stand der Zehdenicker Ziegelindustrie und die Situation der dort Arbeitenden kurz vor der „Wende“ 1988.
- Lenin in Vogelsang, Dokfilm von 2013. Regie Stefanie Trambow, Kamera Maxim Stepanow und Ilya Visokosov. Dieser Film will, 20 Jahre nach Abzug der sowjetischen Garnison aus der Region Vogelsang, einen Dialog mit sowjetischen und deutschen Zeitzeugen vor der verfallenden Militärstadt herstellen.